# Ліцензії Creative Commons
Ліцензії Creative Commons на використання об'єктів авторського права, розроблені організацією Creative Commons, з метою надати авторам можливість дозволити широкому колу людей безоплатно поширювати власні твори при дотриманні ряду умов.
Кожна з ліцензій Creative Commons містить ряд свобод, які автор бажає надати іншим, а також ряд умов, яких потрібно дотримуватись. Різні комбінації цих компонентів утворюють набір ліцензій Creative Commons. Кожна з базових умов ліцензії має своє графічне зображення, що дає можливість візуально позначати ліцензію, на умовах якої автор дозволяє поширювати свій твір.
Усі без винятку ліцензії Creative Commons потребують вказування інформації про автора твору при його використанні й розповсюдженні.
Кожна ліцензія Creative Commons складається з трьох «шарів»:
- юридичного тексту ліцензії;
- спрощеного, короткого викладу основних умов ліцензії, легше зрозумілого не-юристам;
- умов ліцензії у цифровій формі для взаємодії з пошуковими системами та іншими комп'ютерними програмами.

Окрім ліцензій Creative Commons існує також інструмент CC0, який дозволяє автору відмовитись від усіх прав на твір, та передати його в суспільне надбання.
Тексти самих ліцензії не захищені авторським правом (надаються на умовах суспільного надбання) — їх можна вільно використовувати, поширювати і застосовувати до власних творів. При тому тільки Creative Commons має право позначити той чи інший текст ліцензії як офіційний: таким чином будь-хто може створити власний варіант ліцензії Creative Commons, але не може видавати свій текст ліцензії за оригінальний текст від Creative Commons.

## Призначення ліцензій Creative Commons
Ідея універсального доступу до наукових досліджень, навчальних матеріалів та елементів культури почала втілюватись в життя завдяки розвитку Інтернету. Натомість авторське право виникло задовго до створення Інтернету, і воно може зробити багато типових дій в Інтернеті незаконними (зокрема копіювання й поширення інформації), адже воно вимагає окремого попереднього дозволу на кожну таку дію.
Щоб дати можливість авторам легко означити набір свобод та умов використання їхніх творів, зокрема в Інтернеті, а громадськості — легко ідентифікувати ці свободи та умови, було створено ліцензії Creative Commons та відповідні знаряддя для їхнього використання.

## Ліцензії Creative Commons
Нині існує 6 сучасних ліцензій Creative Commons. Інші ліцензії Creative Commons застаріли і їх не рекомендовано використовувати для нових творів.
Ліцензії Creative Commons є невинятковими. Правовласник може дозволити використання свого твору за ліцензією Creative Commons і після цього укласти інший окремий, не винятковий договір з ким-небудь ще, наприклад, в обмін на гроші.
Ліцензії Creative Commons мають силу протягом всього часу дії отриманих прав (у більшості країн — 70 років з моменту смерті автора). Якщо робота одного разу ліцензована, то її ліцензія вже не може бути анульована згодом. Не можна заборонити комусь, хто використовує твір згідно з ліцензією, продовжити її використання. Правовласник може припинити розповсюдження творів за ліцензіями Creative Commons в будь-який час, але ті копії, що вже існують, не можна буде вилучити з обігу і припинити створення все нових копій за ліцензією Creative Commons.
Ліцензіар укладає окремий договір ліцензування з кожним користувачем (ліцензіатом).
Організація Creative Commons® не є стороною ліцензійного договору, і не може виступати гарантом якості ліцензованої роботи.
Всі ліцензії вимагають вказівки авторства (раніше використовувалися ліцензії, які не потребують цього, але Creative Commons перестала їх підтримувати).
Базові права
Всі 6 сучасних ліцензій Creative Commons мають багато важливих спільних рис.
Кожна ліцензія:
- зберігає авторські права автора твору
- повідомляє, що добросовісне використання іншими людьми, перший продаж і права свободи вираження не будуть зачіпатися даною ліцензією.

Кожна ліцензія вимагає від користувачів творів:
- отримувати дозвіл автора на будь-що з речей, які автор вирішить обмежити — наприклад, використання в комерційних цілях, створення похідного твору
- зберігати будь-яке повідомлення про авторські права недоторканим на всіх копіях твору
- ставити посилання на ліцензію з копій твору
- не змінювати умови ліцензії
- не використовувати технологію, щоб обмежити законні використання твору іншими одержувачами ліцензії

Кожна ліцензія дозволяє користувачам твору, якщо вони слідують вашим умовам, принаймні комерційно:
- копіювати твір
- поширювати його
- показувати або виконувати його публічно
- робити цифрові публічні представлення його (наприклад, вебкастінг)
- перекладати твір в інший формат як точну копію

Кожна ліцензія:
- діє по всьому світу
- триває протягом терміну авторських прав на твір
- є невідкличною

### Із зазначенням авторства
Ліцензія Creative Commons Із зазначенням авторства
- англ. Creative Commons Attribution (скорочено: CC BY).
- Графічне зображення:

Автор дозволяє:
- поширювати — копіювати, передавати твір, навіть із комерційною метою,
- змінювати — переробляти, розвивати твір.

Умова:
- слід зберігати посилання на попередніх авторів у визначеній ними формі (Attribution).

Матеріали, опубліковані під цією ліцензією можуть вільно поширюватися через Вікіпедію та Вікісховище.
Ліцензія Creative Commons Із зазначенням авторства — Розповсюдження на тих самих умовах
- (скорочено: CC BY-SA)
- Графічне зображення:

Автор дозволяє:
- поширювати — копіювати, передавати свій твір, навіть з комерційною метою,
- змінювати — переробляти, розвивати твір.

Умови такі:
- слід зберігати посилання на попередніх авторів у визначеній ними формі (Attribution),
- змінений наступним співавтором твір має поширюватися на умовах цієї ж ліцензії CC BY-SA (Share Alike).

Матеріали, опубліковані під цією ліцензією також можуть вільно поширюватися через Вікіпедію та Вікісховище.

### Із зазначенням авторства— Без похідних творів
Ліцензія Creative Commons Із зазначенням авторства — Без похідних творів
- англ. Creative Commons Attribution NoDerivs (скорочено: CC BY-ND)
- Графічне зображення:

Автор дозволяє:
- поширювати — копіювати, передавати свій твір, навіть з комерційною метою.

Умови:
- автор не дозволяє змінювати — переробляти, розвивати твір (NoDerivs),
- слід зберігати посилання на автора у визначеній ним формі (Attribution).

### Із зазначенням авторства— Некомерційна— Розповсюдження на тих самих умовах
Ліцензія Creative Commons Із зазначенням авторства — Некомерційна — Розповсюдження на тих самих умовах
- англ. Creative Commons Attribution NonCommercial Share-Alike (скорочено: CC BY-NC-SA)
- Графічне зображення:

Автор дозволяє:
- поширювати — копіювати, передавати свій твір,
- змінювати — переробляти, розвивати твір.

Умови такі:
- автор не дозволяє використовувати свій чи змінений твір з комерційною метою (Noncommercial),
- слід зберігати посилання на попередніх авторів у визначеній ними формі (Attribution),
- змінений наступним співавтором твір має поширюватися на умовах цієї ж ліцензії CC BY-NC-SA (Share Alike).

### Із зазначенням авторства— Некомерційна
Ліцензія Creative Commons Із зазначенням авторства — Некомерційна
- англ. Creative Commons Attribution NonCommercial (CC BY-NC)
- Графічне зображення:

Автор дозволяє:
- поширювати — копіювати, передавати свій твір,
- змінювати — переробляти, розвивати твір.

Умови такі:
- автор не дозволяє використовувати свій чи змінений твір з комерційною метою (Noncommercial),
- слід зберігати посилання на попередніх авторів у визначеній ними формі (Attribution).

### Із зазначенням авторства— Некомерційна— Без похідних творів
Ліцензія Creative Commons Із зазначенням авторства — Некомерційна — Без похідних творів
- англ. Creative Commons Attribution NonCommercial NoDerivs (CC BY-NC-ND)
- Графічне зображення:

Автор дозволяє:
- поширювати — копіювати, передавати свій твір, Умови такі:
- автор не дозволяє використовувати свій твір з комерційною метою (Noncommercial),
- автор не дозволяє змінювати — переробляти, розвивати твір (NoDerivs),
- слід зберігати посилання на автора у визначеній ним формі (Attribution).

Це найсуворіша (обмежувальна) ліцензія, яка дозволяє іншим лише завантажувати ваші матеріали й ділитися ними з іншими за умови збереження посилань на автора. Ця ліцензія не дозволяє змінювати твір чи використовувати його з комерційною метою.

## Ліцензії Creative Commons тавільний вміст
Не всі ліцензії Creative Commons можуть бути застосовані до т. зв. вільного вмісту. Поняття «вільного вмісту» вимагає, щоб твір був не просто вільним до розповсюдження, а й було дозволено створювати похідні роботи й не було обмеження на комерційне використання оригінального чи похідних творів. Таким чином тільки дві ліцензії Creative Commons дозволяють класифікувати твір як вільний вміст:
- Ліцензія Creative Commons Attribution;
- Ліцензія Creative Commons Attribution Share-Alike.

На сторінці опису цих ліцензій розміщено спеціальну позначку «Approved for free cultural works».
Деякі Інтернет-проєкти дозволяють розміщувати лише вільний вміст, зокрема Вікіпедія (для тексту) і Вікісховище (для усіх матеріалів), тому з ліцензій Creative Commons тільки згадані дві можуть бути використані в таких проєктах.

## Використання ліцензій Creative Commons
Ліцензії Creative Commons використовуються багатьма інтернет-проєктами, спрямованими на колективне створення вільного вмісту, зокрема Вікіпедією, Вікісховищем та іншими проєктами Фонду Вікімедіа.
Інтернет-сервіс розміщення світлин Flickr підтримує використання авторами ліцензій Creative Commons, завдяки чому станом на червень 2010 р. кількість таких фотографій на Flickr досягла 135 мільйонів.
Інтернет-проєкт з розміщення вільнопоширюваної музики Jamendo а також аналогічний проєкт FreeMusicArchive використовують згадані ліцензії.
Ширший перелік Інтернет-проєктів, які використовують ці ліцензії, можна знайти на спеціальній сторінці [Архівовано 27 червня 2013 у Wayback Machine.] у вікі Creative Commons.